# Ситников, Владимир Арсентьевич
Влади́мир Арсе́нтьевич Си́тников (28 июля 1930, д. Малое Кабаново, Кумёнский район, Кировская область — 28 мая 2023, Киров) — русский советский писатель, драматург, редактор, журналист, переводчик с чешского и словацкого; член Союза журналистов СССР, Союза писателей СССР (1966). Председатель правления Кировского областного отделения Союза писателей России (1988—2007). Заслуженный работник культуры Российской Федерации (1992). Почётный гражданин Кировской области (2000).

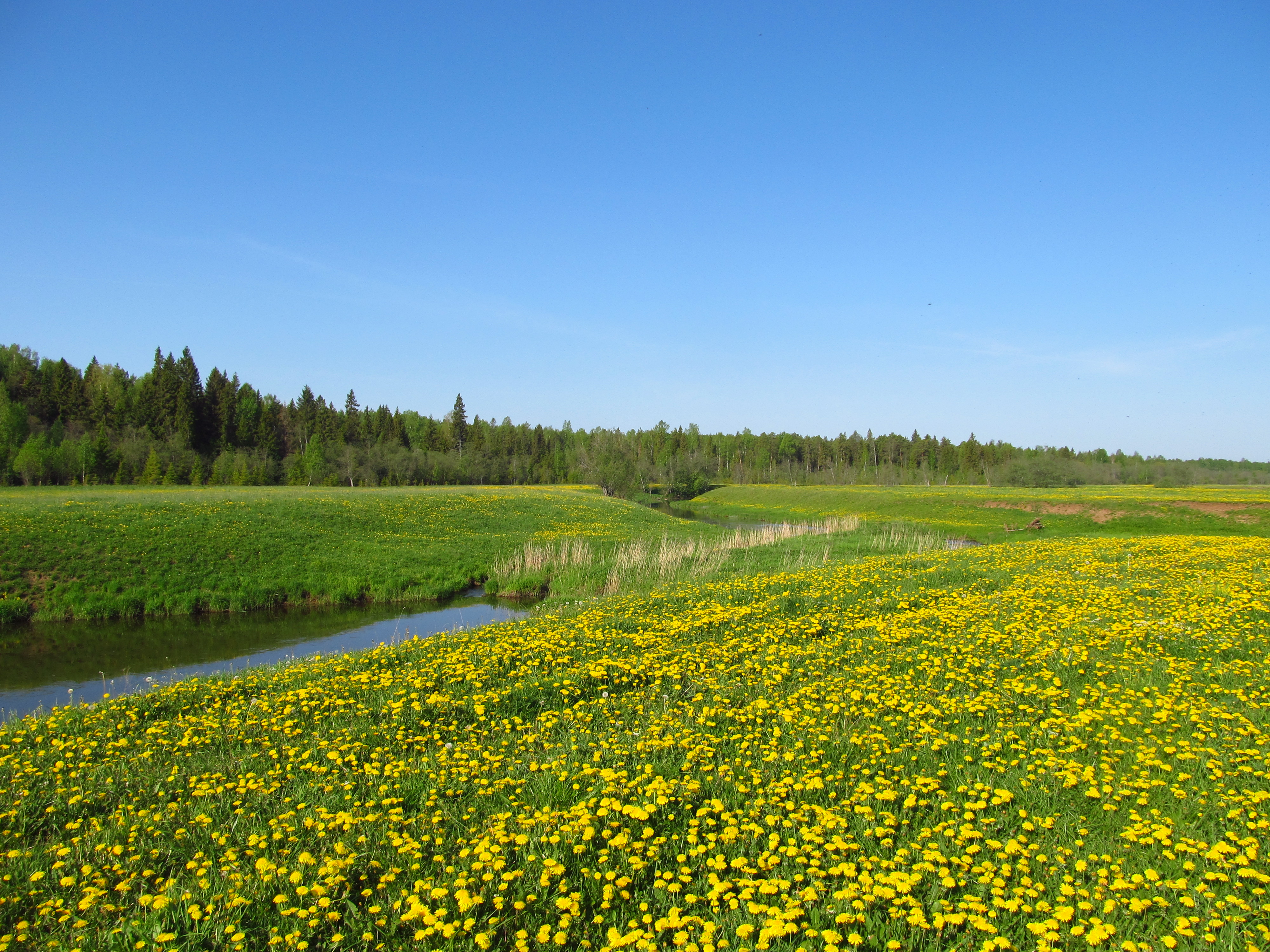
Окрестности Кумёнского района, малой родины Владимира Арсентьевича Ситникова

## Биография
Владимир Арсентьевич Ситников родился 28 июля 1930 года в деревне Малое Кабаново. Детство прошло в родной деревне, жил с бабушкой и дедом. Когда пришла пора идти в школу, перебрался в Киров, к родителям. Учился в средней школе № 14. В школьном рукописном журнале «У Лукоморья» печатал свои первые сочинения. Подростком занимался в планерном клубе: у него 56 вылетов на планере, в том числе 24 самостоятельных, и 4 прыжка с парашютом.
Любовь к славистике и чешской культуре ему привил дед Василий Фаддеевич Ситников, который в 1914 году был послан Вятским земством на практику в моравскую деревню Коваловице близ Тиштина (тогда Австро-Венгрия). Позже пребыванию деда в Моравии писатель посвятил многие страницы романа «Эх, кабы на цветы, да не морозы».
В 1954 году окончил филологический факультет Ленинградского университета по специальности переводчик чешского и словацкого языков и журналист. Вернулся в Киров, работал журналистом. В 1954—1961 годы работал в газете «Комсомольское племя», в 1961—1975 годах — в «Кировской правде». Стал членом Союза журналистов СССР.
Первая повесть «Ищу призвание» вышла в 1958 году в Кировском книжном издательстве.
В 1972 году популярный журнал «Юность» опубликовал в двух номерах его повесть «Русская печь».
Владимир Ситников считается одним из ведущих очеркистов страны. В 1981 году был удостоен премии Союза журналистов СССР. Его фамилия упоминалась среди таких известных публицистов-деревенщиков, как Иван Васильев, Леонид Иванов, Анатолий Стреляный, Гавриил Троепольский, Василий Росляков.
Автор более 60 книг прозы, среди которых повести: «Русская печь», «Летние гости», «Бабье лето в декабре», «Батрачка», «Из огня да в полымя»; романы: «Свадебный круг», «Эх, кабы на цветы да не морозы», «И за что мне эта боль?!», «Козёл, ведущий стадо на убой», «Золотой час эскулапа», «Три сестры и Васька», «Влюблённый матрос» и другие. Выпустил несколько книг для детей, среди которых повести «Красава-матушка», «Медовая поляна», «Клюква-жаровица», «Настин двор». Книги выходили в издательствах «Советский писатель», «Молодая гвардия», «Современник», «Советская Россия», Волго-Вятском и других.
Печатался в журналах «Новый мир», «Наш современник», «Знамя», «Нева», «Волга», «Юность», «Нижний Новгород» и других.
Автор трёх пьес. По пьесам В. Ситникова «Райская обитель», «Толкач из Парижа», «Во всю Канаринскую» поставлены спектакли в Кировском драматическом театре.
С 1966 года член Союза писателей СССР. С 1999 года член правления Союза писателей России. Делегат многих съездов писателей России, с 1988 по 2007 год председатель правления Кировской областной писательской организации, секретарь Союза писателей России.
Член КПСС (1958—1991); избирался депутатом Кировского горсовета. Девятнадцать лет Владимир Арсентьевич Ситников возглавлял областную писательскую организацию. Под его руководством и участии выпущена многотомная (13 томов) Энциклопедии земли Вятской.

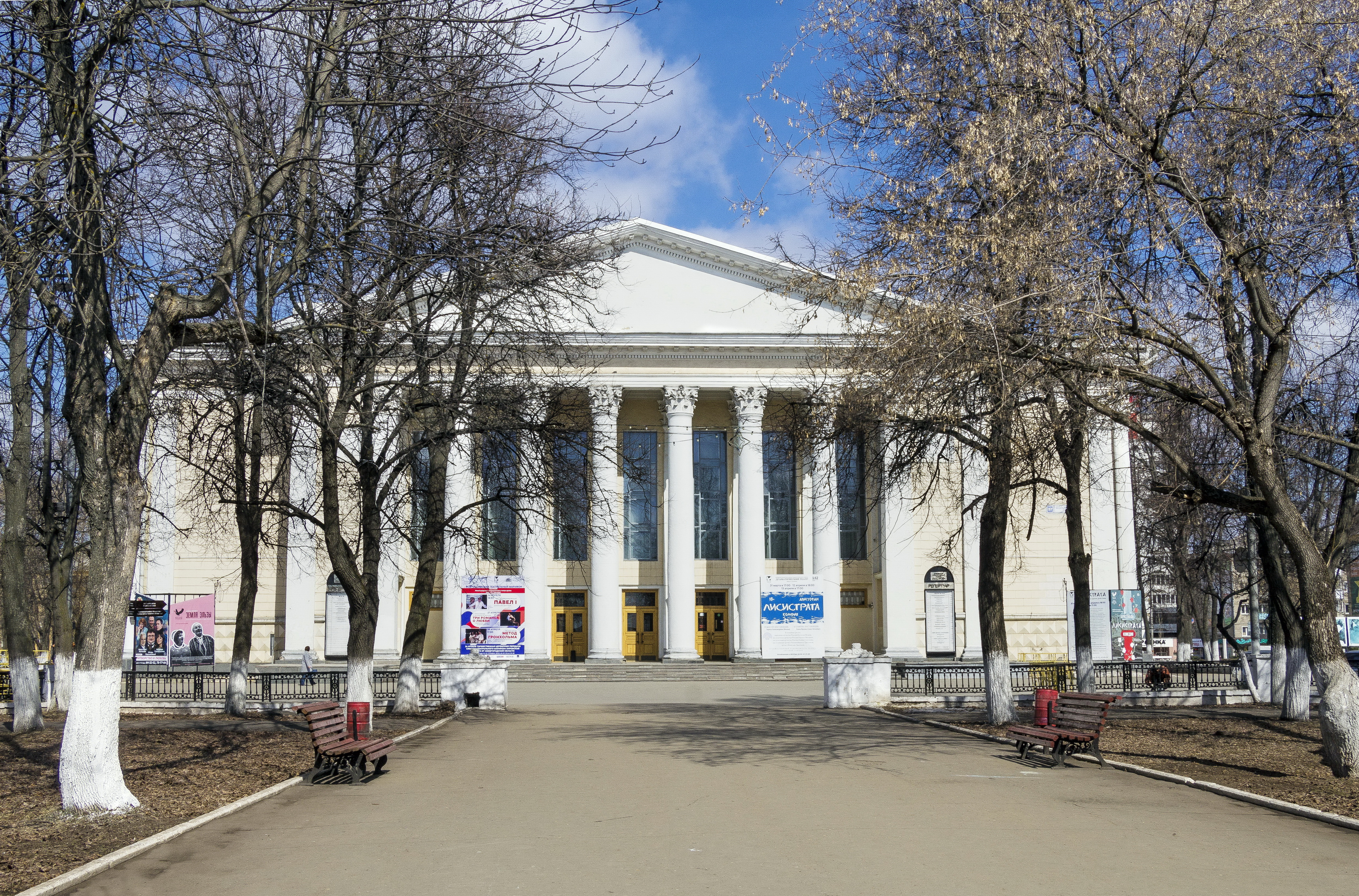
Кировский областной драматический театр, где были поставлены пьесы Владимира Ситникова.

В 2006 году в Кирове в серии «Антология вятской литературы» вышел сборник «Женские судьбы» — в него вошли лучшие произведения Ситникова о женщинах: роман «И за что мне эта боль?!», повесть «Жужелица», рассказы «Педагогицкая система», «Вредная Нинка».
Четырежды лауреат премии Кировской области, премий Н. М. Карамзина, Мамина-Сибиряка, Михаила Алексеева. Имя писателя Владимира Ситникова носят две сельских библиотеки: Левановская сельская библиотека Фалёнского района, и Березниковская — Кумёнского района. Награждён медалью ордена «За заслуги перед Отечеством» второй степени, знаком «За заслуги перед городом Кировом».

### 90 лет
В 2020 году Владимиру Арсентьевичу Ситникову исполнилось 90 лет. Свой юбилей писатель встретил в хорошей творческой форме. В 2018 году вышел в свет сборник его рассказов и повестей «Бабье лето в декабре», в 2019 году — роман «Брусника созревает к осени» (в первом варианте роман назывался «Козёл, ведущий стадо на убой»). К юбилею писателя издан его роман «Чёрный квадрат с махоньким просветом», а также переиздан сборник рассказов «Русская печь». К 90-летию писателя «Золотым фондом Вятки» была подготовлена и выпущена в свет книга «В. А. Ситников. Писатель. Журналист. Общественный деятель», которая стала первой в серии «Почётные граждане Кировской области».
На девяносто втором году жизни писатель опубликовал два издания романа «Странствия по столетиям» (2021 год, Киров; 2022 год, Москва) о допетровской традиции судоходства по северным рекам (Молома, Юг, Сухона, Северная Двина). На девяносто третьем году им издана повесть «В поисках правды и красоты» о вятском фотографе С. А. Лобовикове, напечатанная в седьмом выпуске альманаха «Вятка литературная».
Владимир Арсентьевич, рассуждая о своём творческом пути сказал:
Жить и писать мне помогает то, что я верю в человека, что честность и справедливость, которых он достоин, одержит верх. По своей натуре я оптимист и надеюсь остаться им.
Умер 28 мая 2023 года.

## Семья

В. Ф. Ситников, дед писателя

- Дед — Василий Фаддеевич Ситников (1892—1949), крестьянин из деревни Мало-Кабаново Якшинской Волости Вятского уезда. Стажировался и работал в Европе. Участник Первой мировой и Гражданской войн. Основой романа В. А. Ситникова «Эх, кабы на цветы да не морозы: хроника падения крестьянского двора» послужили дневники деда. Василий Фаддеевич Ситников вёл свои записи с 1914 года до самой своей смерти, последовавшей в 1949 году[14].
- Отец — Арсений Васильевич Ситников (1910—1941), красноармеец. Погиб в 1941 году (По другим данным пропал без вести в декабре 1941 года)[15].
- Супруга — Ирина Геннадьевна Ситникова (Скурихина) (1935—2007).
  - Дочь Ольга (1958).
  - Дочь Наталья (1962), журналист «газеты Наш город».

## Звания и награды
- Медаль ордена «За заслуги перед Отечеством» второй степени
- Почётный знак «За заслуги перед Кировской областью» (2020)[16]
- Почётный гражданин Кировской области (2000)
- Заслуженный работник культуры РФ (23 июня 1992) — за заслуги в области культуры и многолетнюю плодотворную работу[17]
- Лауреат премии Союза журналистов СССР (1981)
- Лауреат премии Кировской области
- Лауреат Всероссийской премии им. Н. М. Карамзина «За отечествоведение»

## Произведения
- 1958 — Ищу призвание (повесть)
- 1960 — Ирина (рассказ)
- 1962 — Горячее сердце (повесть о вятской революционерке В. Зубаревой)
- 1969 — 18-я весна (повесть)
- 1969 — Белогривская метелица (повесть)
- 1969 — Дело всей жизни (очерк о П. А. Прозорове)
- 1971 — Вера Зубарева (1896—1918) (очерк о вятской революционерке В. Зубаревой)
- 1973 — Большое новоселье (документальная повесть)
- 1974 — Алая лента почёта (очерк о Кирове и кировчанах)
- 1975 — Летние гости (повесть)
- 1975 — Русская печь (повесть для старшего возраста)
- 1976 — Виктор Грязев (1894—1919) (очерк о вятском революционере)
- 1977 — В Юбилейном — гости
- 1977 — Горячее сердце (повесть)
- 1977 — Русская печь (повесть)
- 1979 — Самый вкусный на свете (очерк о хлебе, выращиваемом звеньевым совхоза «Кировец» Немского района П. Н. Кожемякиным)
- 1979 — Человеку надо много
- 1980 — О том, что дорого сердцу
- 1982 — Вятские перелески: Раздумья о деревенской жизни
- 1982 — Клюква-жаровица (рассказы для дошкольного возраста)
- 1983 — Добрый завет (очерки и рассказы)
- 1985 — Свой узор (очерки)
- 1985 — Красава-матушка (для младшего школьного возраста)
- 1986 — И себе и внукам: Раздумья публициста
- 1986 — Медовая поляна (для младшего школьного возраста)
- 1987 — Братья (О хлеборобах совхоза «Кировец» Немского р-на Кировской области П. Н. и Л. Н. Кожемякиных)
- 1987 — Сохрани и сотвори
- 1988 — Лёгкая рука (для дошкольного возраста)
- 1988 — Роду-племени крестьянского (документальная повесть о дважды Герое Соц. Труда, председателе колхоза «Путь Ленина» Котельничского района Кировской области А. Д. Червякове)
- 1990 — Эх, кабы на цветы да не морозы… (роман)
- 1991 — «Фазендейро» Петухов и другие (повесть)
- 1994 — Настин двор (для младшего школьного возраста)
- 1998 — Из огня да в полымя (повесть)
- 2000 — Бабье лето в декабре (повесть)
- 2002 — Свадебный круг (роман в 3-х книгах)
- 2003 — Переделкинские встречи (воспоминания о Корнее Чуковском, Валентине Катаеве, Павле Нилине, Василии Субботине, Николае Старшинове, Николае Домовитове и других)
- 2005 — И за что мне эта боль?! (повесть)
- 2006 — Женские судьбы (роман, повесть, рассказы)
- 2006 — Батрачка (повесть)
- 2008 — Фотолетописец Победы
- 2011 — Нечаянные встречи
- 2013 — Откровения влюбленного матроса (роман)
- 2016 — Доктор, который может всё (роман)
- 2016 — Три сестры и Васька (роман)[18]
- 2017 — Взятие Крутогорска (роман)
- 2018 — Влюблённый матрос (роман)
- 2019 — Брусника созревает к осени (роман)
- 2020 — Чёрный квадрат с махоньким просветом (роман)
- 2021 — Странствия по столетиям (роман)
- 2022 — В поисках правды и красоты (повесть о вятском фотографе С. А. Лобовикове)

## Комментарии
1. ↑  Деревня Малое Кабаново входила в состав Плаченовского сельсовета Вожгальского района; не сохранилась, ныне — территория Березниковского сельского поселения, Кумёнский район Кировской области[2].